# Norma M200P
Chronologie des modèles
La Norma M200P est une automobile de compétition fabriquée par le constructeur Norma Auto Concept. Elle est homologuée pour répondre au règlement des Le Mans Prototype de l'Automobile Club de l'Ouest. Elle est engagée aux 24 Heures du Mans à partir de 2010 dans la catégorie LMP2 par l'écurie française Pegasus Racing et à partir de 2011 par Extrême Limite.

## Historique
La Norma M200P effectue ses premiers tours de roue sur le circuit de Nogaro dans le Gers,. Elle profite du forfait de la Dome S102 pour figurer sur la liste des participants aux 24 Heures du Mans 2010.
En 2011, Extrême Limite fait l'acquisition d'une Norma M200P et s'engage en Le Mans Series ainsi qu'aux 24 Heures du Mans. L'écurie poursuit son engagement lors de la saison suivante.